# アメリカの人々シリーズ ＃20: 死
『アメリカ人シリーズ#20：死』（The American People Series #20: Die）は、アメリカ人アーティストのフェイス・ギングゴールド（リングゴールドとも）が、1967年に描いた油絵である。
1960年代のゲットー暴動で世界が混乱する中、ギングゴールドはピカソの『ゲルニカ』（1937年）に影響を受け、「抽象的な」灰色の背景に対し、血の赤色が混じったこの絵画を制作。様々な形で戦ったり、逃げ出したりしている男女を描いた。この作品は2枚のキャンバスに描かれており、キャンバスの形状を『ゲルニカ』に似せている。この作品は、リングゴールドの中で最も有名なものであり、かつ最重要作品の1つとして広く知られている。
この作品は現在、ニューヨーク近代美術館（MoMA）に所蔵されている。

### 引用文献
1. ↑  "Faith Ringgold, American People Series #20: Die". Museum of Modern Art. Archived from the original on 23 April 2022. Retrieved 23 April 2022.
2. ↑  “The American People Series #20: Die, 1967”. Faith Ringgold. 2021年11月16日時点のオリジナルよりアーカイブ。2022年4月24日閲覧。